# آمانتله مونتشو
آمانتله مونتشو (انگلیسی: Amantle Montsho؛ زادهٔ ۴ ژوئیهٔ ۱۹۸۳) دونده زن دو سرعت اهل بوتسوانا است.